# Phục bích tại Indonesia
Phục bích (tiếng Trung: 復辟), còn được phiên âm là phục tích hay phục tịch, nghĩa đen là "khôi phục ngôi vua" là trường hợp một quân chủ đã từ nhiệm hoặc đã bị phế truất hay từng bị lật đổ bởi các cuộc cách mạng và đảo chính trong nước, thậm chí phải lưu vong do nạn ngoại xâm nhưng sau đó khôi phục lại được ngôi vị của mình. Dưới đây liệt kê những cuộc phục bích tại Indonesia.

## Hồi quốc Demak
- Raden Trenggana (tại vị:1504-1518, phục vị:1521-1546)

Năm 1518, Sultan Raden Trenggana thực hiện việc chuyển giao quyền lực chính trị cho người anh rể là Hoàng tử Sabrang Lor xứ Jepara với mục đích liên hiệp lực lượng để chống lại nạn ngoại xâm đến từ phương Tây, Sabrang Lor lên ngôi trở thành Sultan Pati Unus. Năm 1521, Pati Unus lãnh đạo cuộc tấn công vào Malacca nhằm chống lại sự chiếm đóng của thực dân Bồ Đào Nha, kết quả Pati Unus tử chiến nơi sa trường. Sau cái chết của Pati Unus, đã có một cuộc đấu tranh giành ngai vàng giữa hai anh em là Raden Kikin và Raden Trenggana. Con trai cả của Raden Trenggana là Raden Mukmin, hay còn gọi là Muk Ming (tên đầu tiên của Sunan Prawoto) muốn giúp cha đã phái thích khách đến giết Raden Kikin trên bờ sông. Kể từ đấy, Raden Kikin nổi tiếng là Hoàng tử Sekar Seda ing Lepen (nghĩa là "những bông hoa rơi trên sông"), Raden Trenggana qua đó được đặt lên ngôi báu lần thứ nhì với danh hiệu "Sultan Ahmad Abdullah Arifin".

## Vương quốc Aceh Darussalam
- Alauddin Mahmud Syah I (tại vị:1760-1764, phục vị:1765-1773, tái phục vị:1773-1781)

Năm 1763, những căng thẳng bên trong trong vương quốc Aceh Darussalam đã nổ ra, người cai trị Alauddin Mahmud Syah I cố gắng kiểm soát các hoạt động thương mại ở các khu vực khác nhau trong địa vực của mình mà không có bộ máy quan liêu để thực hiện điều này, khiến các thủ lĩnh nổi giận. Cuộc nổi dậy đã dẫn đến việc trục xuất vua Alauddin Mahmud Syah I vào năm sau, Mantri Makota Raja được tôn lên làm sultan mới dưới cái tên Badr ul-Alam Syah. Alauddin Mahmud Syah I trốn thoát đến Kota Musapi bên bờ biển nơi ông được một giáo sĩ tên Malik ul-Adil giúp đỡ. Với sự giúp đỡ của Malik ul-Adil, Alauddin Mahmud Syah I đã tấn công Badr ul-Alam Syah và đã giết được ông ta vào tháng 8 năm 1765, tuy đã được phục hồi quyền lực, nhưng vị trí của ông đã bị suy yếu đáng kể. Một cuộc nổi dậy khác lại nổ ra vào tháng 4 năm 1773 bởi những người thuộc nhóm XXII Mukims thường nổi loạn, một trong ba sagis (vùng) của Aceh, được tham gia bởi những người từ Mukims XXV, quân nổi dậy đã chiến thắng vua Alauddin Mahmud Syah I trong chớp nhoáng, ông buộc phải chạy trốn đến Mukim Peuët. Vào cuối tháng 5, đảng chiến thắng đã bổ nhiệm Raja Udahna Lela làm sultan dưới tên Sulaiman Syah. Tuy nhiên, Alauddin Mahmud Syah I vẫn có thể thu thập những người ủng hộ từ các mukims (quận) Daroy Pang Uleë Susuh, Lam Ara và Jampel. Sulaiman Syah đã bị tấn công và trục xuất chỉ sau hai tháng trị vì, và Alauddin Mahmud Syah đã được phục hồi lần thứ hai, ông vẫn duy trì quyền lực cho đến khi qua đời.
- Alauddin Jauhar ul-Alam Syah (tại vị:1795–1802, phục vị:1805-1815, tái phục vị:1819–1823)

Khi vua cha Alauddin Muhammad Syah qua đời vào năm 1795, Alauddin Jauhar ul-Alam Syah mới lên 9 tuổi, dưới sự nhiếp chính của người chú ruột Raja Udahna Lela. Alauddin Jauhar ul-Alam Syah bắt đầu yêu cầu trị vì chính thức vào năm 1802, nhưng chú của ông lại không sẵn sàng từ chức từ vị đặc quyền của mình, ông ta nổi loạn chống lại sultan, được hỗ trợ bởi người mạnh mẽ thương mại Lebai Dappah. Alauddin Jauhar ul-Alam Syah thất thủ phải chạy trốn đến Pidië, sau một thời gian, ông trở lại cửa sông Aceh và nhờ người Anh ở Penang giúp đỡ để chống lại cuộc nổi loạn. Tuy không có sự giúp đỡ nào của Châu Âu, nhưng vị sultan này vẫn đánh bại Raja Udahna Lela sau khi mẹ của ông, chị gái của nhiếp chính, đã chuyển sự hỗ trợ của bà từ anh trai sang con trai mình, Raja Udahna Lela thua to bỏ trốn vào năm 1805 nhưng bị bắt và giết tại Nesuk. Một cuộc nổi dậy đã nổ ra vào tháng 10 năm 1814, Sultan bị buộc tội vì hành vi phi đạo Hồi và được tuyên bố là do panglimas (lãnh đạo) của ba sagis (vùng), Sayyid Husain được bầu làm sultan vào tháng 4 năm 1815 nhưng ngay sau đó đã truyền ngôi cho con trai của mình là Sayyid Abdullah, người đã lên ngôi vào tháng 11 năm ấy dưới cái tên Syarif Saiful Alam Syah. Alauddin Jauhar ul-Alam Syah buộc phải trốn sang Penang, ông nhờ người Anh giúp nhưng vẫn không được cung cấp. Tuy nhiên, cựu vương vẫn có thiện cảm với một số người ưu tú và được lãnh chúa Pidië mời trở lại, bất chấp mọi nỗ lực của Sayyid Husain để giết ông, ông đã thành lập một căn cứ ở Pasai. Một cuộc chiến không có hồi kết đã được chiến đấu chống lại hai sayyids trong vài năm tới, nhiệm vụ của người Anh đến Aceh vào năm 1818 đã tìm thấy Syarif Saiful Alam Syah là người hứa hẹn nhất trong số các ứng cử viên đối thủ. Tuy nhiên, một nhiệm vụ mới dưới thời Thomas Stamford Raffles vào năm 1819 đã thấy mọi thứ khác đi, người Anh nóng lòng đàm phán một hiệp ước với Aceh, phần duy nhất của Sumatra đã không biến Hà Lan sau khi Anh trao trả Đông Ấn Hà Lan vào năm 1816. Điều quan trọng là phải chấm dứt nội chiến, và cách tốt nhất theo Raffles là để loại bỏ Syarif Saiful Alam Syah, người tuyên bố ngai vàng là giả mạo. Ông ta đã ký một hiệp ước chính thức với Alauddin Jauhar ul-Alam Syah vào ngày 22 tháng 4 năm 1819, nó quy định việc bổ nhiệm một đặc vụ Anh, loại trừ các quốc gia khác và hỗ trợ tích cực của đế quốc Anh để bảo vệ ngai vàng. Không có triển vọng hỗ trợ của quân đội Anh, Syarif Saiful Alam Syah không thể duy trì vị trí của mình mà đành rời Aceh và sau đó sống ở Penang, nơi ông ta được hưởng khoản trợ cấp 6.000 đô la mỗi năm, Alauddin Jauhar ul-Alam Syah lên ngôi lần thứ ba theo cái cách như vậy.